# Другий виступ УВО
Другий виступ УВО — терористична та диверсійна акція, проведена у Галичині Українською Військовою Організацією (УВО) спільно з Організацією Українських Націоналістів (ОУН) з липня по листопад 1930 р. з особливою інтенсивністю в літні місяці. В основному він полягав у підпалі майна польських поміщиків, осадників і лояльних до польської держави українців. По-друге, атакували польські адміністративні приміщення, пошти, руйнували залізничні колії, мости, дороги, зрізали телефонні стовпи. Повідомляється про різну кількість випадків. Люцина Кулінська наводить 191 терористичний акт (з них 19 на державній власності та 172 на приватній власності), Адам Останек вказує на 197 випадків саботажу (в тому числі 25 на державній власності, 172 на приватній власності), Ришард Тожецький писав у 1972 році про 2200 серйозних диверсій. За даними Слідчої канцелярії у Львові, головним наміром другого виступу УВО було зруйнувати зароджувані примирливі настрої української громади щодо польської держави та показати життєздатність української організації. За даними поліції, у період з липня по жовтень 1930 р. було скоєно 186 терористичних актів: 1 напад на поштову санітарну машину, 8 диверсій на коліях, 14 диверсій на лініях електропередачі та телефону (обвалення стовпів), 155 підпалів майна (переважно копиць сіна)., господарські будівлі), 8 спроб. Переважна більшість диверсійних дій полягала в підпалі копиць сіна та інших господарських будівель. На відміну від попередніх виступів УВО, насилля над людьми не було.
Метою акції було залякати польське населення, припинити появу примиренських настроїв українців щодо Польської держави та підірвати її авторитет в очах мешканців Східної Малопольщі. ОУН і УВО сподівалися отримати популярність серед українського населення, скориставшись невдоволенням, викликаним поглибленням економічної кризи. Ініціатори акції також прагнули спровокувати репресивну акцію, яка б протистояла полякам і українцям і дозволила б винести українське питання на міжнародний форум. Історики вказують на збіг другого виступу УВО з ескалацією німецької ревізіоністської пропаганди проти Польщі. Всі осередки ОУН за кордоном отримали вказівки організувати акцію протесту в разі репресій з боку польської влади.
Першими до виступів долучилися СУМ ОУН, користуючись вільним часом (літні канікули); лише пізніше до акції приєдналися боївки УВО.
Окрім знищення майна, боєвики ОУН-УВО здійснювали грабежі. 30 липня 1930 року під Бобркою було пограбовано 26 тис. злотих з поштового транспорту, вбивши поліцейського Юзефа Молевського, 28 жовтня подібний напад було скоєно біля міста Белз.
Влада спочатку розраховувала навести лад місцевими силами. Посилили контроль за населенням, проводили рейди та обшуки, змінили систему патрулювання території, встановили нічну варту. Запроваджено прискорене провадження у справах про знищення майна. Проте виявилося, що сили місцевої міліції надто малі і їх неефективність провокує українців на подальші протести. Тому польське населення намагалося захиститися від можливих загроз життю та майну. З цією метою організовувала мітинги протесту та комітети самооборони, було засновано Союз оборони східних кресів, з яким також співпрацювала Асоціація офіцерів запасу. Існувала загроза, що поляки самостійно вдадуться до дій у відповідь.
Кількість терористичних акцій за «Звітом про життя національних меншин» під час т. зв другий випадок
| Воєводство      | Місяці 1930 року | Місяці 1930 року | Місяці 1930 року | Місяці 1930 року | Місяці 1930 року | Разом |
| --------------- | ---------------- | ---------------- | ---------------- | ---------------- | ---------------- | ----- |
| Воєводство      | липень           | серпень          | Вересень         | жовтень          | Листопад         | Разом |
| Львівське       | 3                | 21               | 31               | 9                | 3                | 67    |
| Станіславівське | 2                | 8                | 14               | 5                | 5                | 34    |
| Тарнопільське   | 1                | 25               | 56               | 8                | –                | 90    |
| РАЗОМ           | 6                | 54               | 101              | 22               | 8                | 191   |

Хвиля терору на початковому етапі залишилася без будь-якої реакції з боку легальних українських організацій, що могло б свідчити про їхню підтримку ОУН-УВО. Лише 25 вересня 1930 р. Українське національно-демократичне об'єднання, Українська соціалістично-радикальна партія та Українська соціал-демократична робітнича партія виступили зі спільною заявою, в якій відмежувалися від дій ОУН-УВО, назвавши їх безглуздими. і позбавлена політичного сенсу. Пізніші польські репресивно-профілактичні дії проти подальших актів терору показали, що до терористичної діяльності причетні також деякі активісти УНДО, Пласту, Лугу, а також численні учні українських шкіл.
Кількість нападів зменшилася наприкінці 1930 р. внаслідок репресивної акції уряду під назвою пацифікація. Рішення про пацифікаційну акцію прийняв особисто маршал Юзеф Пілсудський, який виконував обов'язки прем'єр-міністра . Він наказав міністру внутрішніх справ Феліціану Складковському вжити поліцейських і репресивних заходів:
|  | Підпали, саботаж, напади і зґвалтування на Східній Малопольщі не можна розглядати як якесь повстання. Необхідно уникати кровопролиття, але в разі добровільної чи недобровільної підтримки вбивць населенням слід застосовувати поліцейські репресії, а якщо це не допоможе - військове розміщення з усіма пов'язаними з ним тягарями. Сама лише присутність військових не дозволить переворотчикам тероризувати населення. Населення повинно знати, що воно повинно слухати владу, а не путчистів.) |